# Skiffer

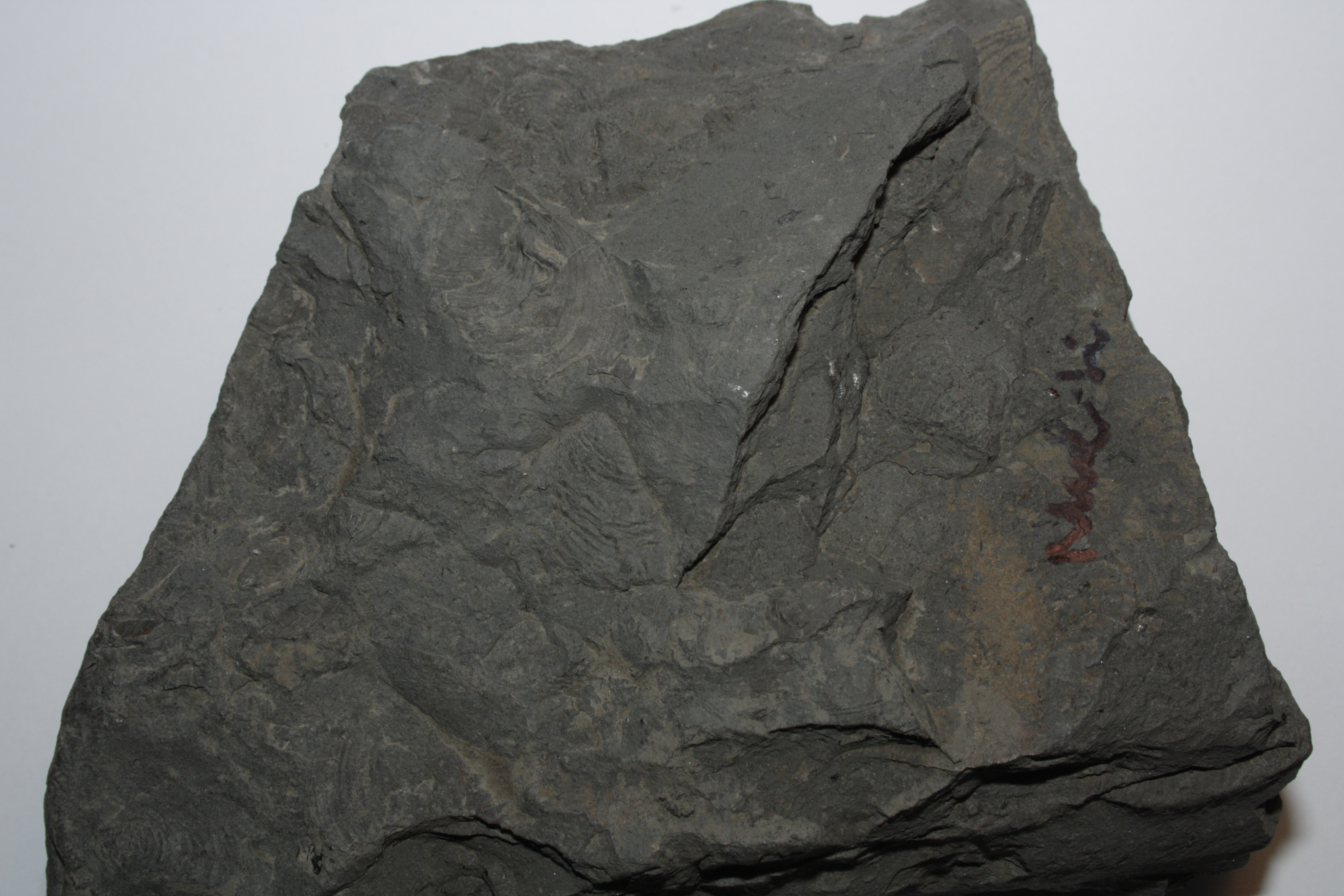
Skiffer.

Skiffer är en bergart som kan vara metamorf eller sedimentär. Namnet skiffer kommer av medellågtyskans schever eller tyskans Schiefer. Den består av finkornigt klastiskt sediment.. 
Stenhuggare har använt ordet skiffer i bredare betydelse än geologer, för all typ av sten som gått att klyva för att använda till tak. Ett exempel på en sten som kallats skiffer av stenhuggare är en jurakalksten kallad Stonefieldskiffer från Oxfordshire i England.
För en exakt benämning på en skiffer används namn som beskriver de viktigaste mineralen som ingår. En vanlig typ är granat-glimmerskiffer, en annan är talk-tremolit-magnetitskiffer.:s.78

## Metamorf skiffer
Metamorf skiffer bildas genom låggradig metamorfos av sedimentärbergarter som är finkorniga och rika på lera, som lersten, siltsten och sandsten eller vissa vulkaniska avlagringar, som tuff.
Blåskiffer är en skiffer med ett metamorft ursprung. Alkaliamfiboler som glaukofan och crossit kan ge bergarten en blå färg, men ofta är den grå. Blåskiffer består huvudsakligen av glaukofan, klorit och epidot. Andra ämnen som kan ingå är lawsonit, jadeit, glimmer och kvarts. Blåskiffer bildas oftast av ursprungsbergarter med basisk sammansättning.:s.69,71 Man kan hitta blåskiffer längs Argentariokusten i Toscana i Italien. Glaukofanskiffer är en variant av blåskiffer som innehåller mycket glaukofan vilket ger den en mörkt grålila färg.
Grönskiffer är en bergart som liknar blåskiffer. Den kan bildas genom metamorfos av basalt, även den basisk.:s.69,71
Bergarter som har bildats genom regionalmetamorfos samt har en skiffrig struktur får beteckningen glimmerskiffer, då glimmer är huvudkomponenten i dessa.:s.78

## Sedimentär skiffer
Sedimentära skiffrar är oftast grå lerskiffer som är mycket finkornig. Oljeskiffer och alunskiffer är två sorters lerskiffrar.:s.31

## Användning

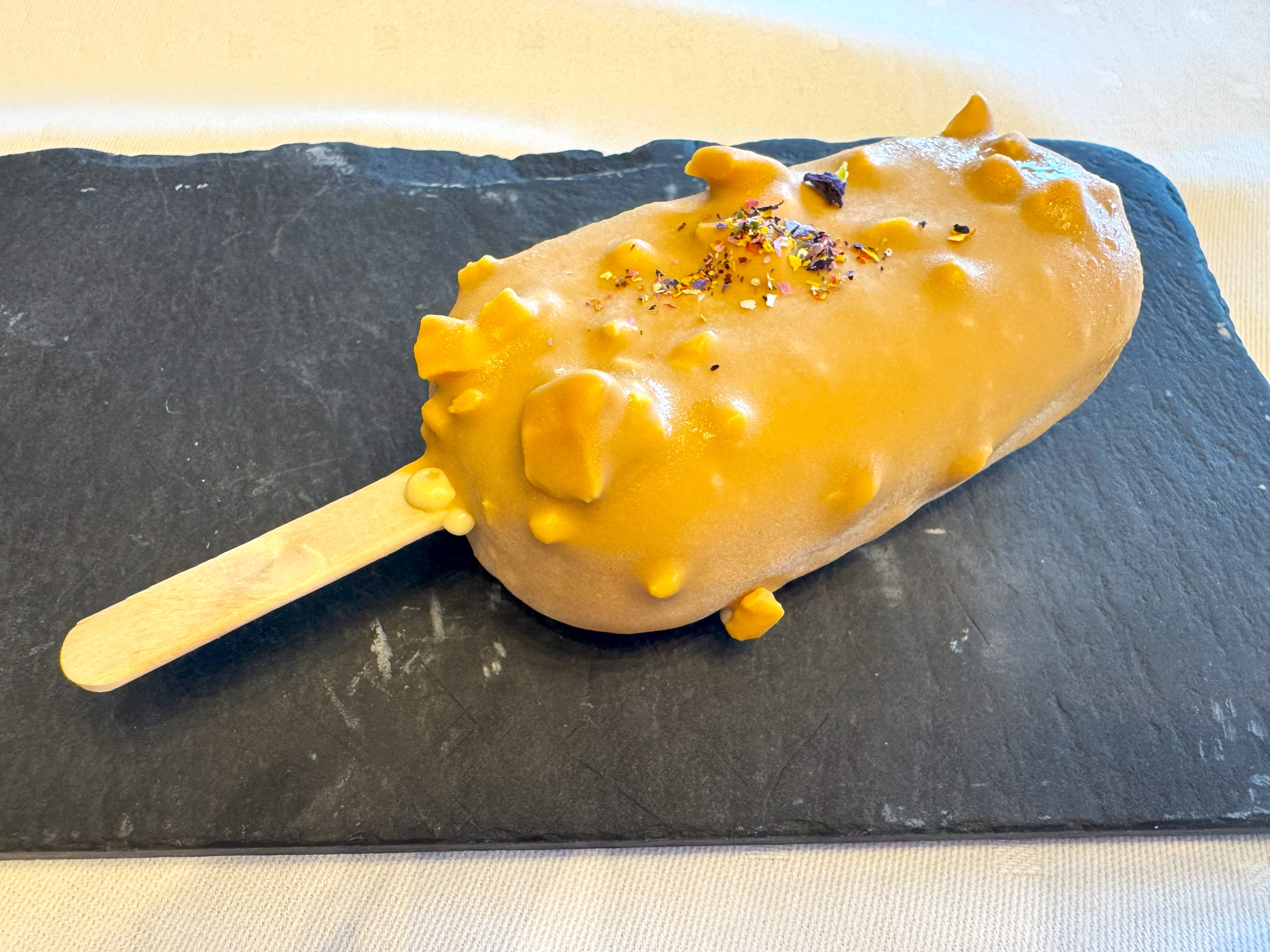
Skifferplatta som serveringsfat

Bergarten används ofta som byggnadsmaterial i form av golv-, fasad- eller takbeläggning. Alunskiffer har också använts för utvinning av kolväten samt uran, eller brukats direkt som bränsle vid förädling av kalksten, och restprodukten kallas där rödfyr.